# Fanggrad
Der Fanggrad ist in der Technik eine Kennzahl mit der Einheit Eins. Sie gibt Auskunft darüber, welcher Mengenanteil eines Stoffes nach Abschluss des Anbietens angenommen wurde (wie viel Stoff „eingefangen“ wurde). Der Fanggrad wird auch als Ladegrad {\textstyle \lambda _{z}} (Englisch: trapping efficiency {\textstyle \eta _{tr}}) bezeichnet.

## Fanggrad bei Zweitaktmotoren
Verwendet wird der Fanggrad vorwiegend im Motorenbau, um die Ladungswechselgüte eines Zweitaktmotors quantitativ beurteilen zu können. Hier wird mit dem Fanggrad das Verhältnis von Frischladungsmasse zu gesamter einströmender Ladungsmasse bezeichnet. Da bei schlitzgesteuerten Zweitaktmotoren durch Kurzschlussspülung beträchtliche Mengen unverbrannter Kohlenwasserstoffe (Kraftstoff) durch den Auslass in die Umwelt entweichen können, ist der Anteil der im Zylinder eingefangenen Frischladung von großer Bedeutung. Der Fanggrad λ wird so berechnet:
{\displaystyle \lambda _{f}={\frac {m_{Fr}}{m_{Fr}+m_{Sp}}}}
{\textstyle m_{Fr}} ist dabei die nach dem Ladungswechsel im Zylinder verbleibender Frischladungsmasse, die durch den Liefergrad beschrieben wird und {\textstyle m_{Sp}} die Spülmasse, also die Masse Frischladung, die durch den Auslass entweicht.
Der Fanggrad kann dabei sowohl für Sauerstoff als auch für Kohlenwasserstoffe im Abgas berechnet werden.

## Fanggrad bei der Kolbenkühlung
Eine weitere Verwendung der Kennzahl dient der Betrachtung der Kolbenkühlung. In Hubkolbenmotoren wird von unten Öl gegen den Kolbenboden gespritzt. Hier „fängt“ der Kolbenboden das zur Kühlung angebotene Öl „ein“.